# Infurcitinea finalis
Infurcitinea finalis is een vlinder uit de familie van de echte motten (Tineidae). De wetenschappelijke naam is voor het eerst geldig gepubliceerd in 1959 door László Anthony Gozmány.
De soort komt voor in Europa.